# Pesawahan (Pegandon)
Pesawahan is een bestuurslaag in het regentschap Kendal van de provincie Midden-Java, Indonesië. Pesawahan telt 2276 inwoners (volkstelling 2010).